# Simris distrikt
Simris distrikt är ett distrikt i Simrishamns kommun och Skåne län. 
Distriktet ligger vid kusten söder om Simrishamn. 

## Tidigare administrativ tillhörighet
Distriktet inrättades 2016 och utgörs till en del av det område Simrishamns stad omfattade till 1971, delen som före 1952 utgjorde Simris socken.
Området motsvarar den omfattning Simris församling hade vid årsskiftet 1999/2000.